# Gidrologitjeskij Zakaznik Vygonosjtjanskoje
Gidrologitjeskij Zakaznik Vygonosjtjanskoje (ryska: Гидрологический Заказник Выгонощанское) är ett naturreservat i Belarus.   Det ligger i voblasten Brests voblast, i den västra delen av landet, 180 km sydväst om huvudstaden Minsk.
I omgivningarna runt Gidrologitjeskij Zakaznik Vygonosjtjanskoje växer i huvudsak blandskog. Runt Gidrologitjeskij Zakaznik Vygonosjtjanskoje är det ganska glesbefolkat, med 23 invånare per kvadratkilometer.